# 공윤찬
공윤찬(1990년 2월 9일 ~ )은 대한민국의 배우이다.

## 출연작

### 영화
- 《하프》 (2016년) - 남학생 1 (신재훈) 역
- 《배려와 도박》 (2015년) - 은혁 역
- 《해감》 (2015년) - 명진 역
- 《차가운 공기》 (2014년) - 기성 역
- 《런닝맨》 (2013년) - 스킨쉽 커플남 역

### 드라마
- 《첫사랑은 처음이라서》 (2019년, 넷플릭스)
- 《으라차차 와이키키 2》 (2019년, JTBC)
- 《여우각시별》 (2018년, SBS) - 써지팀 역
- 《열두밤》 (2018년, 채널A)
- 《아는 와이프》 (2018년, tvN) - 동료 역
- 《차달래 부인의 사랑》 (2018년, KBS2)
- 《검법남녀》 (2018년, MBC) - 순경 역
- 《화유기》 (2017년, tvN)
- 《마녀의 법정》 (2017년, KBS2)
- 《고백부부》 (2017년, KBS2)
- 《20세기 소년소녀》 (2017년, MBC) - FD 역
- 《안단테》 (2017년, KBS1) - 재훈 역
- 《당신이 잠든 사이에》 (2017년, SBS)
- 《달콤한 원수》 (2017년, SBS) - 고등학생 역
- 《쌈, 마이웨이》 (2017년, KBS2)
- 《추리의 여왕》 (2017년, KBS2) - 승재 역
- 《월계수 양복점 신사들》 (2016년, KBS2)
- 《혼술남녀》 (2016년, tvN)
- 《저 하늘에 태양이》 (2016년, KBS2) - 연극 단원 역
- 《태양의 후예》 (2016년, KBS2) - 북한군한테 포로된 국군 일병 역
- 《시그널》 (2016년, tvN) - 순경 역
- 《부탁해요, 엄마》 (2015년, KBS2) - 편의점 알바 역
- 《풍선껌》 (2016년, tvN) - 스텝 역
- 《응답하라 1988》 (2015년, tvN) - 임태주 역
- 《귀신 보는 형사 처용 2》 (2015년, OCN) - 윤세아 매니저 역
- 《두번째 스무살》 (2015년, tvN) - 대학생 역
- 《실종느와르 M》 (2015년, OCN) - 젊은시절 이천균 역
- 《착하지 않은 여자들》 (2015년, KBS2) - 방송국 PD 역
- 《결혼 이야기》 (2015년, KBS2)
- 《하트 투 하트》 (2015년, tvN) - 이기동 역
- 《파랑새의 집》 (2015년, KBS2) - 개발팀 사원 역
- 《스파이》 (2014년, KBS2)
- 《KBS 드라마 스페셜 - 액자가 된 소녀》 (2014년, KBS2) - 최병호 역
- 《미생》 (2014년, tvN) - 장그래 동기 역
- 《아홉수 소년》 (2014년, tvN)
- 《엄마의 정원》 (2014년, MBC)
- 《빠스껫 볼》 (2013년, tvN) - 조선인 학생 역
- 《최고다 이순신》 (2013년, KBS2) - 대학생 역
- 《일말의 순정》 (2013년, KBS2)
- 《KBS 드라마 스페셜 연작 시리즈 - 시리우스》 (2013년, KBS2) - 중국집 배달원 역
- 《무자식 상팔자》 (2012년, JTBC)
- 《내 딸 서영이》 (2012년, KBS2) - 고등학생 (여승훈) 역
- 《빅》 (2012년, KBS2) - 고등학생 (김경준) 역